# Joker
 Ovo je glavno značenje pojma Joker. Za druga značenja pogledajte Joker (razdvojba).
Joker je izmišljeni lik, zlikovac koji se pojavljuje u stripovima izdavačke kuće DC Comics. Lik su stvorili Jerry Robinson, Bill Finger i Bob Kane, a prvi put se pojavio 1940. godine u stripu Batman #1. Kao praneprijatelj superjunaka Batmana, Joker se pojavljivao u raznim stripovima, filmovima, TV serijama, igricama i proizvodima.
Kroz svoja stripovska pojavljivanja, Joker je prikazan kao visoko inteligentan kriminalac čija je karakterizacija varirala tijekom različitih razdoblja. Prvotno je predstavljen kao psihopat sa sadističkim i uvrnutim smislom za humor, no 1950-ih lik se mijenja u običnog šašavca zbog ograničenja koja je izdala tadašnja američka agencija Comics Code Authority. 1970-ih se vraća svojim mračnim korijenima. Kao Batmanov glavni neprijatelj, Joker je bio izravno odgovoran za brojne tragedije u njegovom životu, uključujući paralizu Barbare Gordon (Batgirl) i smrt Jasona Todda (drugog Robina). 
Tijekom duge povijesti Jokerovog lika, bilo je nekoliko priča o njegovom nastanku. Od toga da je on oduvijek bio psihopatski kriminalac do toga da je on bio obiteljski čovjek koji je pao u ludilo jer je imao jedan loš dan. No, njegova pojava je u mnogim pričama prikazana kao rezultat pada u spremnik kemijskog otpada zbog čega mu je koža izbjelila, a kosa postala zelena. 
Često je bio analiziran od strane kritičara koji su ga opisali kao savršenu suprotnost Batmanu. Njihova duga i dinamična veza se često prikazuje kao koncept Jin i janga.
Joker je zajedno s Batmanom adaptiran u mnoge serije i filmove. U televizijskoj seriji "Batman" ga je glumio Cesar Romero, a u filmskim verzijama Jack Nicholson ("Batman" iz 1989. godine), Heath Ledger ("Vitez tame" iz 2008.), Jared Leto ("Odred otpisanih" iz 2016.), i Joaquin Phoenix ("Joker" iz 2019.). U Foxovoj tv seriji Gotham iz 2014. pojavljuju se braća blizanci Jerome i Jeremiah Valeska kao svojevrsni proto-Jokeri. Oba lika glumio je Cameron Monaghan.
Godine 2008. Heath Ledger je dobio Oscara, Zlatni globus i BAFTA nagrade za najbolju sporednu ulogu, dok je na dodjeli Oscara 2020. godine Joaquin Phoenix dobio nagradu kao najbolji glavni glumac za ulogu Arthur Flicka/Jokera u filmu Joker. U animiranim verzijama su mu, između ostalih, glas posuđivali Mark Hamill, Brent Spiner, Michael Emerson, Troy Baker i Kevin Michael Richardson.